# Матамата
Матамата (Chelus fimbriata) е вид влечуго от семейство Chelidae, единствен представител на род Chelus.

## Разпространение и местообитание
Матамата обитава бавно движещи се потоци, застояли басейни и блата, намиращи се в Северна Боливия, Източно Перу, Еквадор, Източна Колумбия, Венецуела, Гвиана и северните части на централна Бразилия. Матамата е изцяло воден вид, но предпочита да стои в плитки води, където муцуната му може да достигне до повърхността, за да диша.